# Plasa Florești, județul Soroca
Plasa Florești a fost o unitate administrativ-teritorială în cadrul județului Soroca (interbelic).

## Organizare
În anul 1930 avea în componență 62 localități:
| 1 Alexandreni       | 17 Floreștii-Noui     | 33 Mihai-Bravu     | 49 Trifăuț                |  |
| 2 Alexandru-cel-Bun | 18 Florești-Sat       | 34 Ocolina         | 50 Țâra                   |  |
| 3 Alexeeni          | 19 Frumușica          | 35 Parcani         | 51 Țepilova               |  |
| 4 Antonești         | 20 Gândești           | 36 Pârliți         | 52 Țepilova-Mică          |  |
| 5 Bagrinești        | 21 Gura-Camenca       | 37 Prajila         | 53 Valea-Norocului        |  |
| 6 Bobulești         | 22 Gura-Căinari       | 38 Putinești       | 54 Vanțina                |  |
| 7 Cașunca           | 23 Gvozdova           | 39 Racovăț         | 55 Vanțina-Mică           |  |
| 8 Cenușa            | 24 Hristici           | 40 Rădulenii-Noui  | 56 Vasilcău               |  |
| 9 Chirileni         | 25 Ion-Vodă           | 41 Rădulenii-Vechi | 57 Vădeni                 |  |
| 10 Ciutulești       | 26 Iorjnița           | 42 Rediu           | 58 Vărvăreni / Vărvăreuca |  |
| 11 Cogâlniceni      | 27 Ivănești           | 43 Regina-Maria    | 59 Voloavele              |  |
| 12 Cosăuți          | 28 Lunga              | 44 Rublenița       | 60 Volovița               |  |
| 13 Dubna            | 29 Marienești         | 45 Sevirova        | 61 Zarojeni               |  |
| 14 Dumbrăveni       | 30 Mărășești          | 46 Stârceni        | 62 Zastânca II-a          |  |
| 15 Dumitrești       | 31 Mărculești-Colonie | 47 Stoicani        |                           |  |
| 16 Egoreni          | 32 Mărculești-Sat     | 48 Trifănești      |                           |  |